# Occultitheca
Occultitheca is een geslacht van schimmels dat behoort tot de familie Xylariaceae. De typesoort is Occultitheca costaricensis.